# Noëlle Roger

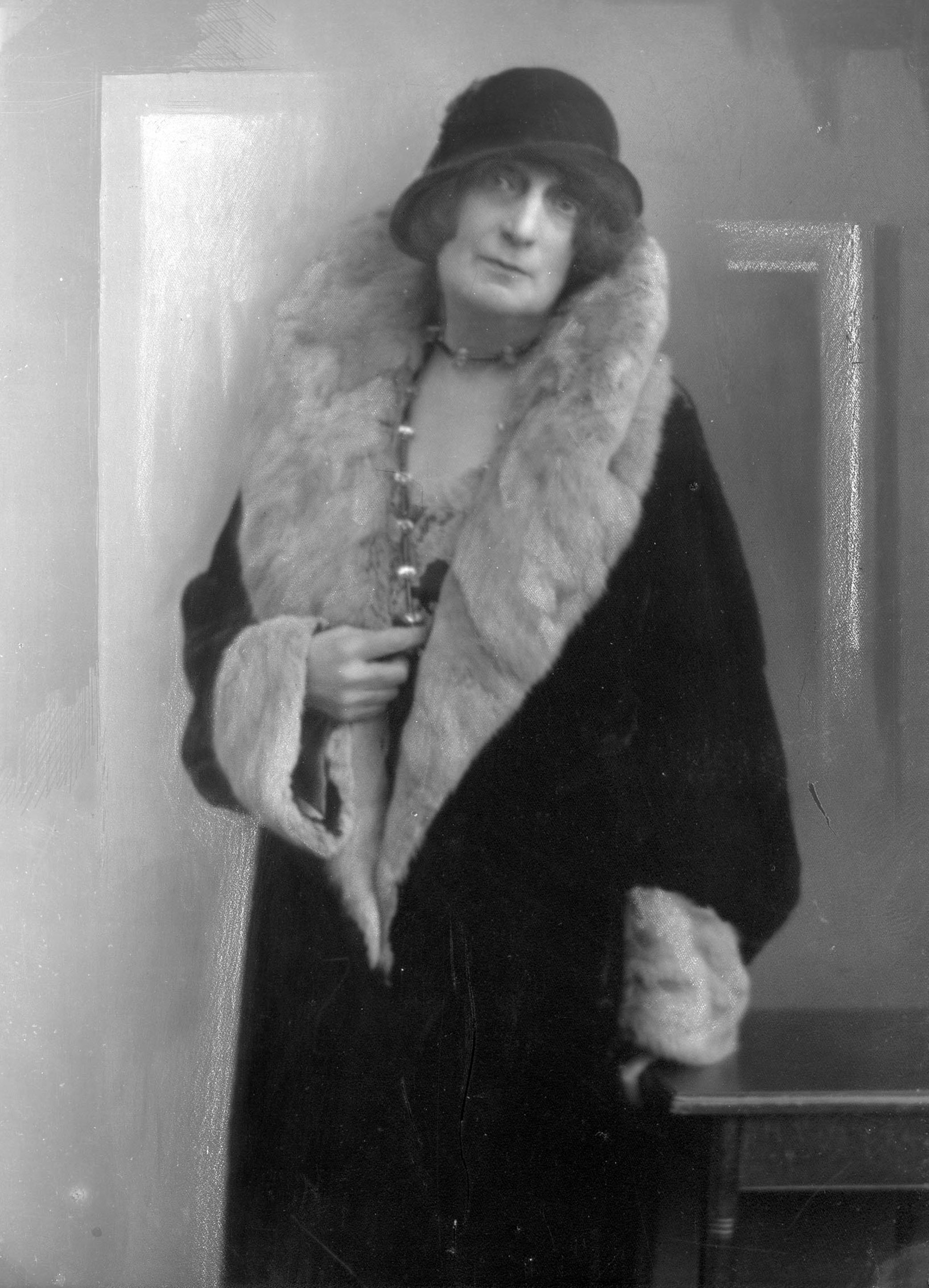
(1931)

Noëlle Roger, Pseudonym von Hélène Dufour-Pittard (* 25. September 1874 in Genf; † 14. Oktober 1953 ebenda), war eine französischsprachige Schweizer Schriftstellerin. Sie schrieb Romane, Novellen, Reiseberichte und Berichte über das Schweizerische Rote Kreuz und das humanitäre Engagement der Schweiz im Ersten Weltkrieg.

## Leben
Hélène Dufour schrieb bereits in ihrer Jugend Gedichte und interessierte sich für Malerei. Sie entschied sich, Schriftstellerin zu werden, und schrieb 1896 ihren ersten Roman, Larmes d’enfant, der bereits unter ihrem Pseudonym Noëlle Roger erschien. Dieses hatte sie aus dem rückwärtsgelesenen Vornamen ihres Bruders Léon und dem Vornamen ihres jüngeren Bruders Roger abgeleitet. 

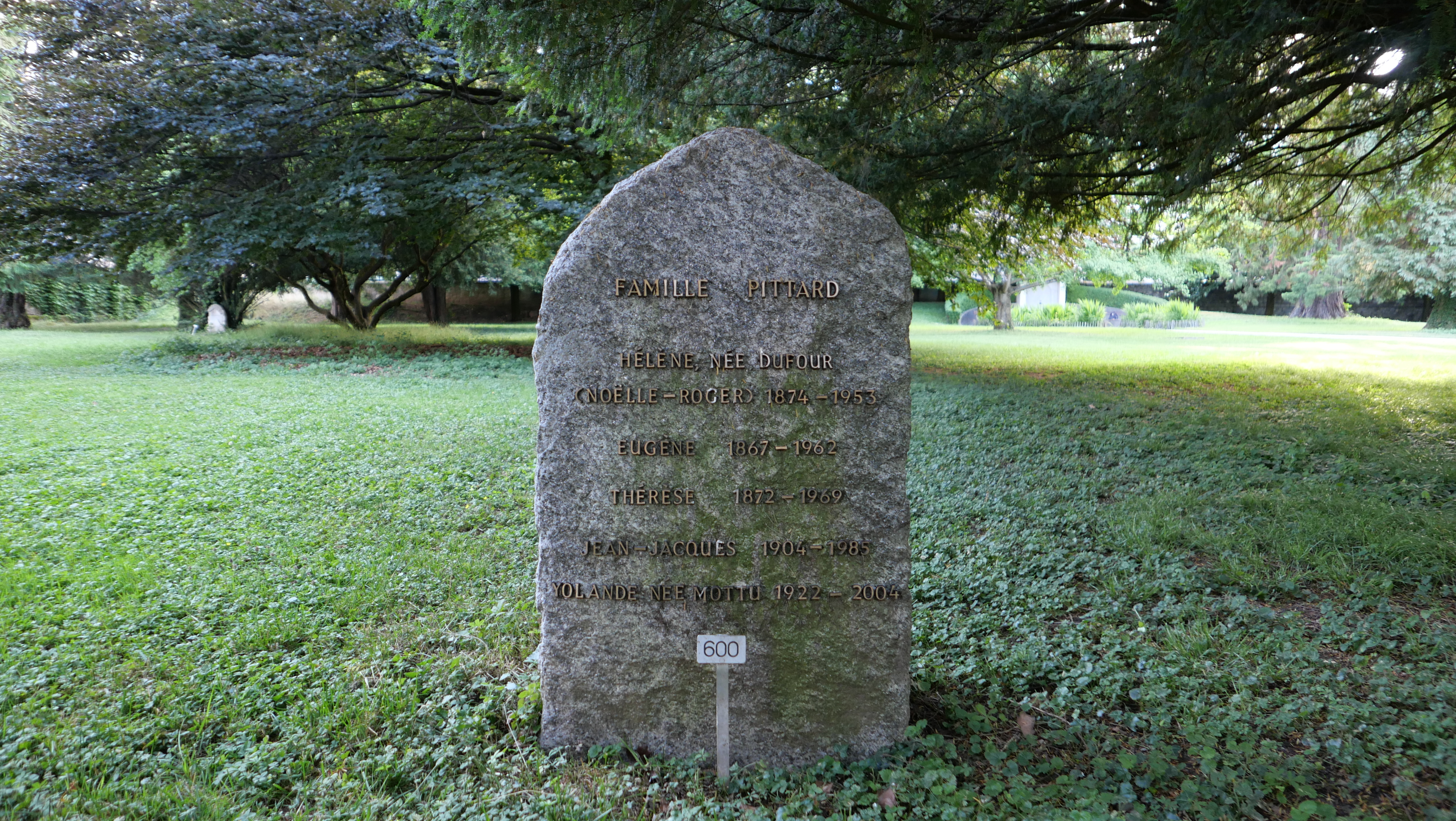
Das Familiengrab auf dem Cimetière des Rois, der als Genfer Pantheon gilt

Nach einem Aufenthalt in London, wo sie sich zur Journalistin ausbilden liess, heiratete sie 1900 den Genfer Anthropologen und Ethnographen Eugène Pittard. Mit ihm bereiste sie in der Folge Albanien und die Türkei und schrieb über ihre Reisen. Beim Ausbruch des Ersten Weltkriegs erlernte sie den Beruf der Krankenschwester und half verwundeten Soldaten in einem Krankenhaus in Lyon. Sie berichtete in Romanen und Notizen über den Krieg. In den 1920er-Jahren schrieb sie Zukunftsromane. In den 1940er-Jahren schrieb sie über die Welt des Kindes, ausserdem Biographien über Jean-Jacques Rousseau, Madame de Staël und Henry Dunant.
Fernand Gigon schrieb 1943 nach Hélène Dufour Originalmanuskript über das Leben von Henry Dunant, ein Drehbuch zu einer Filmbiografie.

## Humanitäres Engagement im Ersten Weltkrieg
Im Ersten Weltkrieg handelte sie als Bürgerin der neutralen Schweiz praktisch und humanitär. Sie half bei der Pflege französischer Verwundeter im nahen Lyon. Deren Schicksal beschrieb sie in Das Tagebuch einer Krankenpflegerin. Aus französischen Lazaretten. Den Austausch französischer und deutscher gefangener, verletzter Soldaten über das Gebiet der Schweiz zwischen den Grenzbahnhöfen Genf und Konstanz schildert sie in Le train des grands blessés. Den Transit belgischer Kriegsflüchtlinge, Zivilinternierter und aus vom Feind besetzten Provinzen Evakuierter durch die Schweiz über die Grenzorte Schaffhausen  und Genf schildert sie in Le Passage des Évacués à travers la Suisse. Die Hilfe der Schweiz durch Internierung verwundeter französischer und deutscher Soldaten zwecks Rekonvaleszenz beschreibt sie in Soldats internés en Suisse. Au sortir des camps allemands.

## Philosophie
Sie interessierte sich für alle Gebiete des menschlichen Daseins. Ihr Vorgehen war durch ihren Wissensdrang, ihre sensible, psychologische, kulturelle und geistige Ausrichtung und ihre Neigung zur Perfektion geprägt.

## Ehrungen
- 1948, Médaille de Langue française durch die Académie française.[6]